# Titularbistum Lesvi
Das Bistum Lesvi (italienisch diocesi di Lesvi, lateinisch Dioecesis Lesvitana) ist ein Titularbistum der römisch-katholischen Kirche. 
Es geht zurück auf einen antiken Bischofssitz in der gleichnamigen Stadt, die sich in der römischen Provinz Mauretania Sitifensis befand.
| Titularbischöfe von Lesvi |                                  |                                                               |                 |                   |
| Nr.                       | Name                             | Amt                                                           | von             | bis               |
| 1                         | Auguste-Jean-Gabriel Maurice OFM | Apostolischer Vikar von Central Shensi (China)                | 28. Juli 1908   | 27. Juli 1925     |
| 2                         | Denis O’Donaghue                 | emeritierter Bischof von Louisville (USA)                     | 26. Juli 1924   | 7. November 1925  |
| 3                         | Simone Chu Kai-min SJ            | Apostolischer Vikar von Haimen (China)                        | 2. August 1926  | 11. April 1946    |
| 4                         | Timothy Manning                  | Weihbischof in Los Angeles (USA)                              | 3. August 1946  | 16. Oktober 1967  |
| 5                         | José Sánchez                     | Weihbischof in Caceres (Philippinen)                          | 5. Februar 1968 | 13. Dezember 1971 |
| 6                         | Leopoldo Sumaylo Tumulak         | Weihbischof in Cebu (Philippinen)                             | 12. Januar 1987 | 28. November 1992 |
| 7                         | Juan María Leonardi Villasmil    | Weihbischof in Mérida (Venezuela)                             | 27. Januar 1994 | 12. Juli 1997     |
| 8                         | Antoni Dziemianko                | Weihbischof in Hrodna Weihbischof in Minsk-Mahiljou (Belarus) | 4. Juli 1998    | 3. Mai 2012       |
| 9                         | Bohdan Manyschyn                 | Weihbischof in der Eparchie Stryj (Ukraine)                   | 2. April 2014   |                   |